# Making My Life Better
『Making My Life Better』（メイキング・マイ・ライフ・ベター）は、日本の歌手広瀬香美の11枚目のアルバム。2008年12月3日に、ビクターエンタテインメントからリリースされた。

## 概要
前作『Gift+』からおよそ2年ぶりとなるアルバム。

## 収録曲
- 全曲 作詞・作曲：広瀬香美

1. 冬のモチベーション (5:25)
  - 編曲：h-wonder
  - アルペン「スポーツデポ」CMソング
2. サタデー☆ラバーズ (4:32)
  - 編曲：h-wonder
  - フジテレビ系「めざましどようび」テーマ曲
3. ビコーズ (5:53)
  - 編曲：中塚武
4. ロマンスの神様～弾き歌いVersion～ (4:31)
  - 編曲：広瀬香美
  - アルペン「スポーツデポ」CMソング
5. 恋人を作る方法 (4:46)
  - 編曲：広瀬香美
6. Love Award (4:46)
  - 編曲：h-wonder
7. ミュージカル～Winter～ (4:59)
  - 編曲：広瀬香美
8. ニュービコーズ (1:01)
  - 編曲：広瀬香美
9. ブランケット プリーズ (6:01)
  - 編曲：服部隆之
10. 曇りガラス（Live) (6:33)
  - 編曲：広瀬香美
11. 叱ってちょうだい (3:17)
  - 編曲：広瀬香美